# Lhotka u Litultovic
Lhotka u Litultovic é uma comuna checa localizada na região de Morávia-Silésia, distrito de Opava.